# San Donato Milanese
San Donato Milanese est une ville de la ville métropolitaine de Milan, dans la région Lombardie, en Italie.

## Économie
- Eni
- EniPower
- EniChem
- Snam
- Versalis

## Administration
| Période                                  | Période      | Identité            | Étiquette           | Qualité |
| ---------------------------------------- | ------------ | ------------------- | ------------------- | ------- |
| 28 mai 1992                              | 28 mai 1997  | Gabriella Achilli   |                     |         |
| 28 mai 1997                              | 28 mai 2002  | Gabriella Achilli   |                     |         |
| 28 mai 2002                              | 12 juin 2007 | Achille Taverniti   | Ulivo               |         |
| 2007                                     | 2012         | Mario Antonio Dompè | Casa delle libertà  |         |
| 2012                                     | En cours     | Andrea Checchi      | Partito Democratico |         |
| Les données manquantes sont à compléter. |              |                     |                     |         |

### Frazione
Poasco-Sorigherio.

### Communes limitrophes
Milan, Peschiera Borromeo, Mediglia, San Giuliano Milanese, Opera, Locate di Triulzi.

### Évolution démographique
Habitants recensés

## Galerie de photos

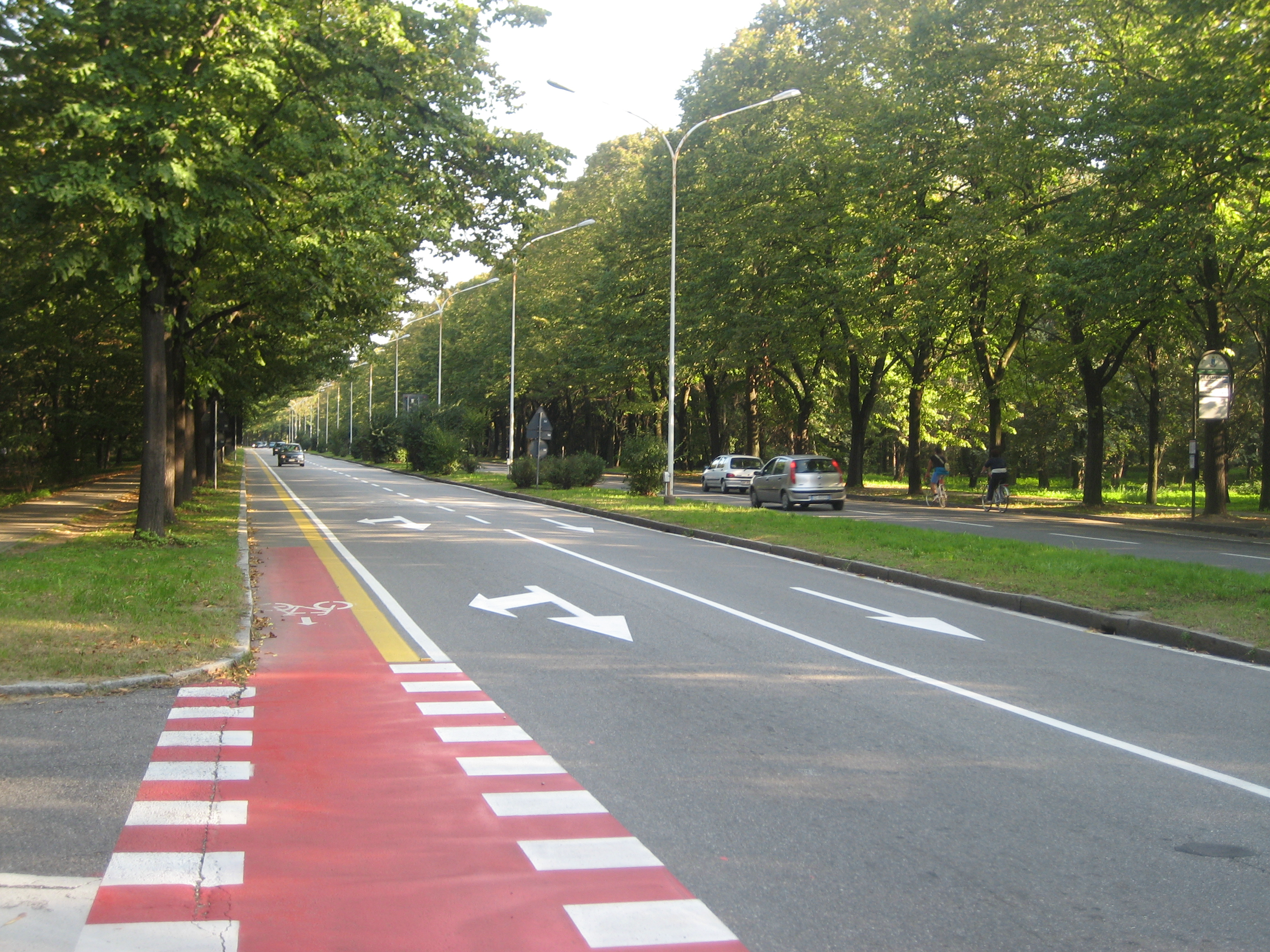
Viale De Gasperi.
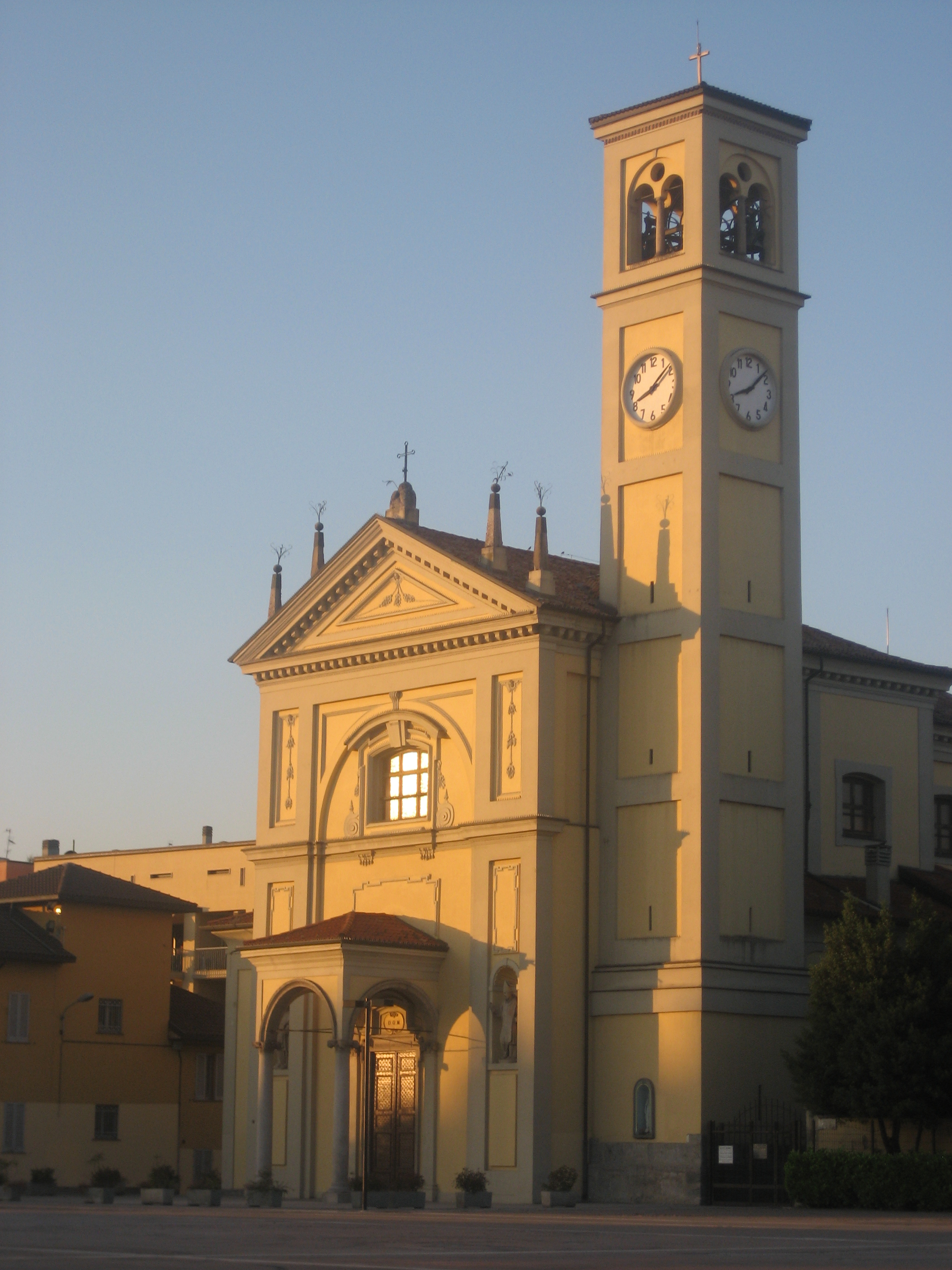
Chiesa di Piazza della Pieve.
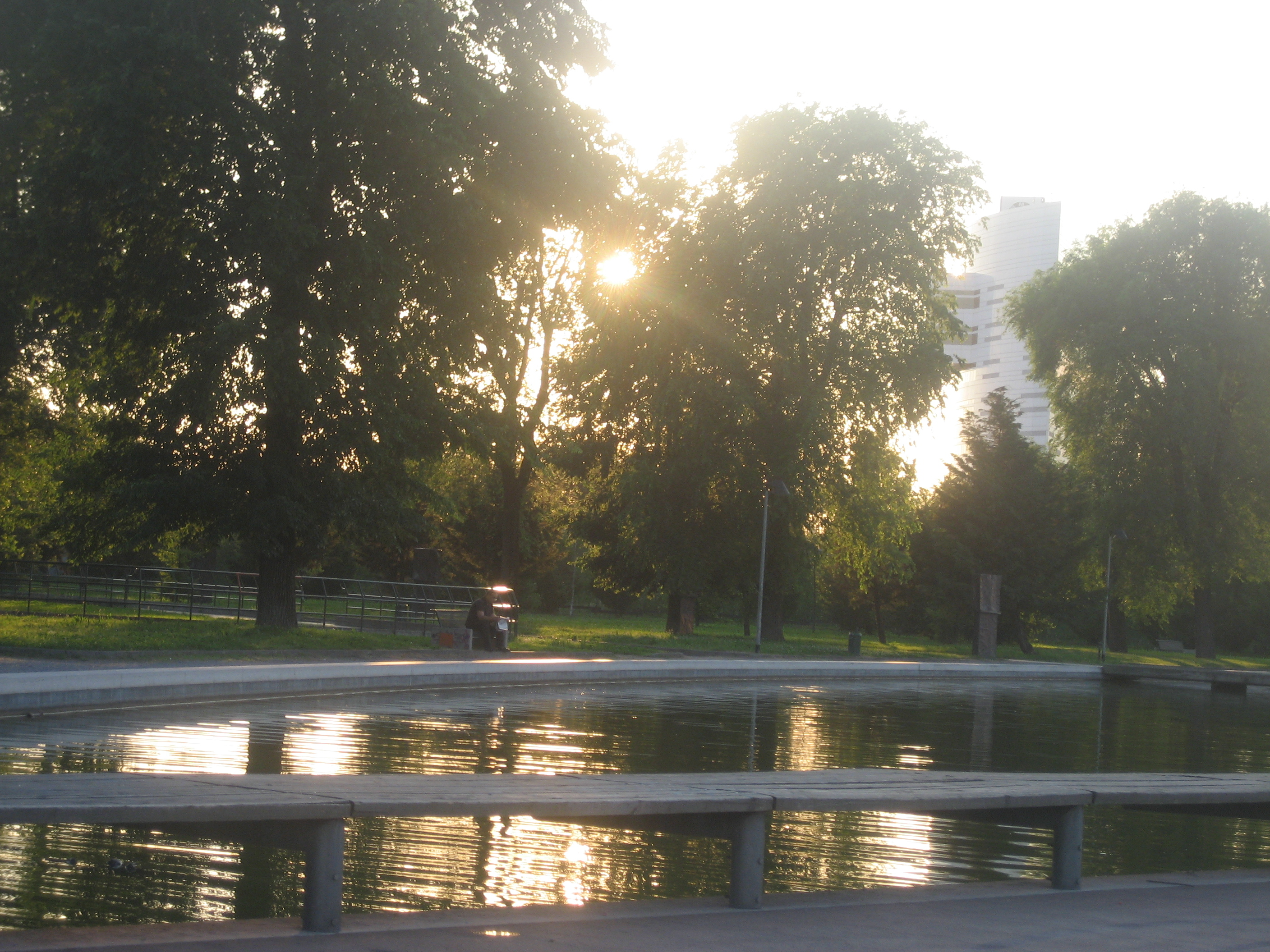
Parco della Pieve.
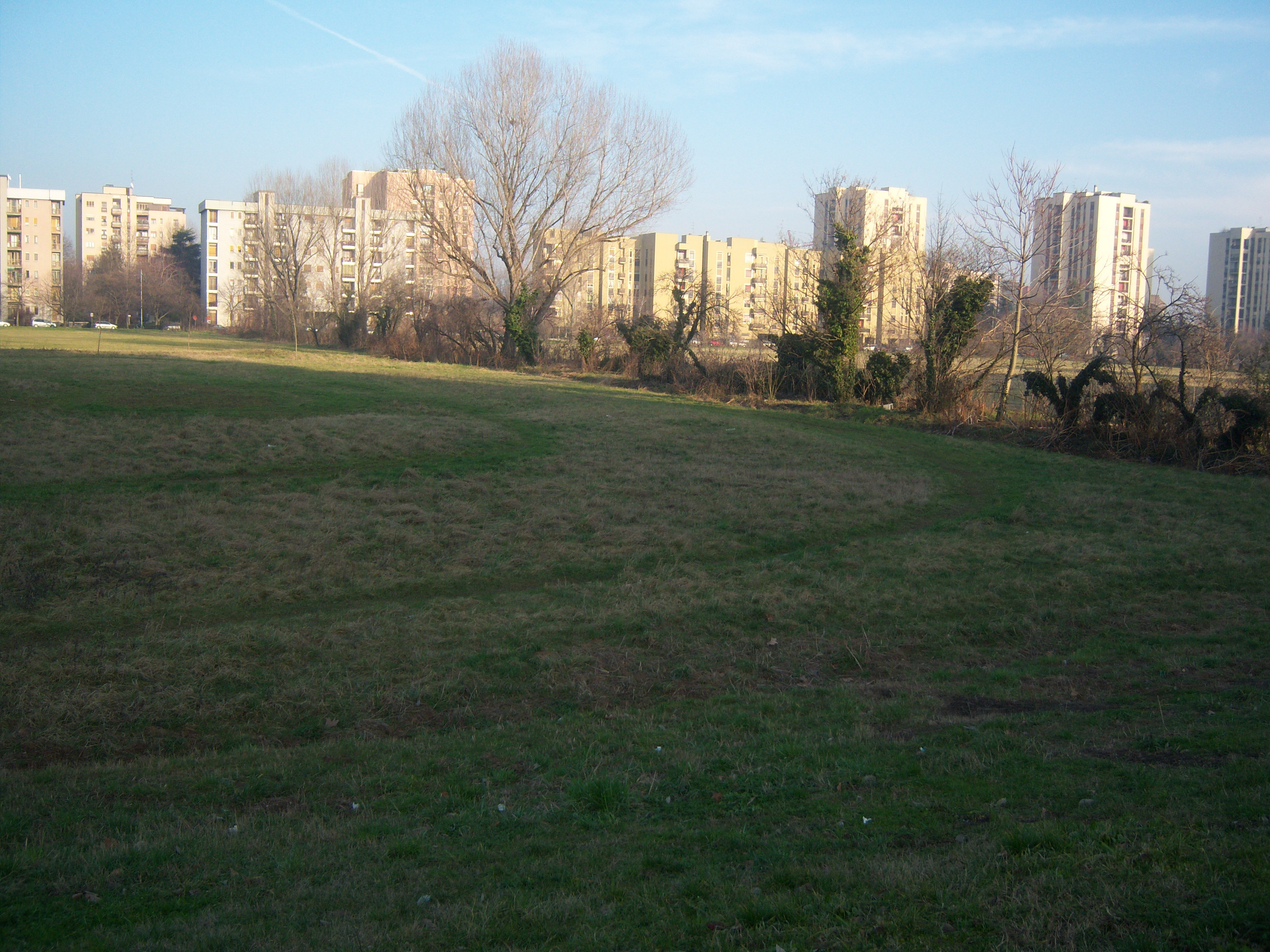
Luogo in cui sorgerà il futuro centro cittadino e la nuova biblioteca.
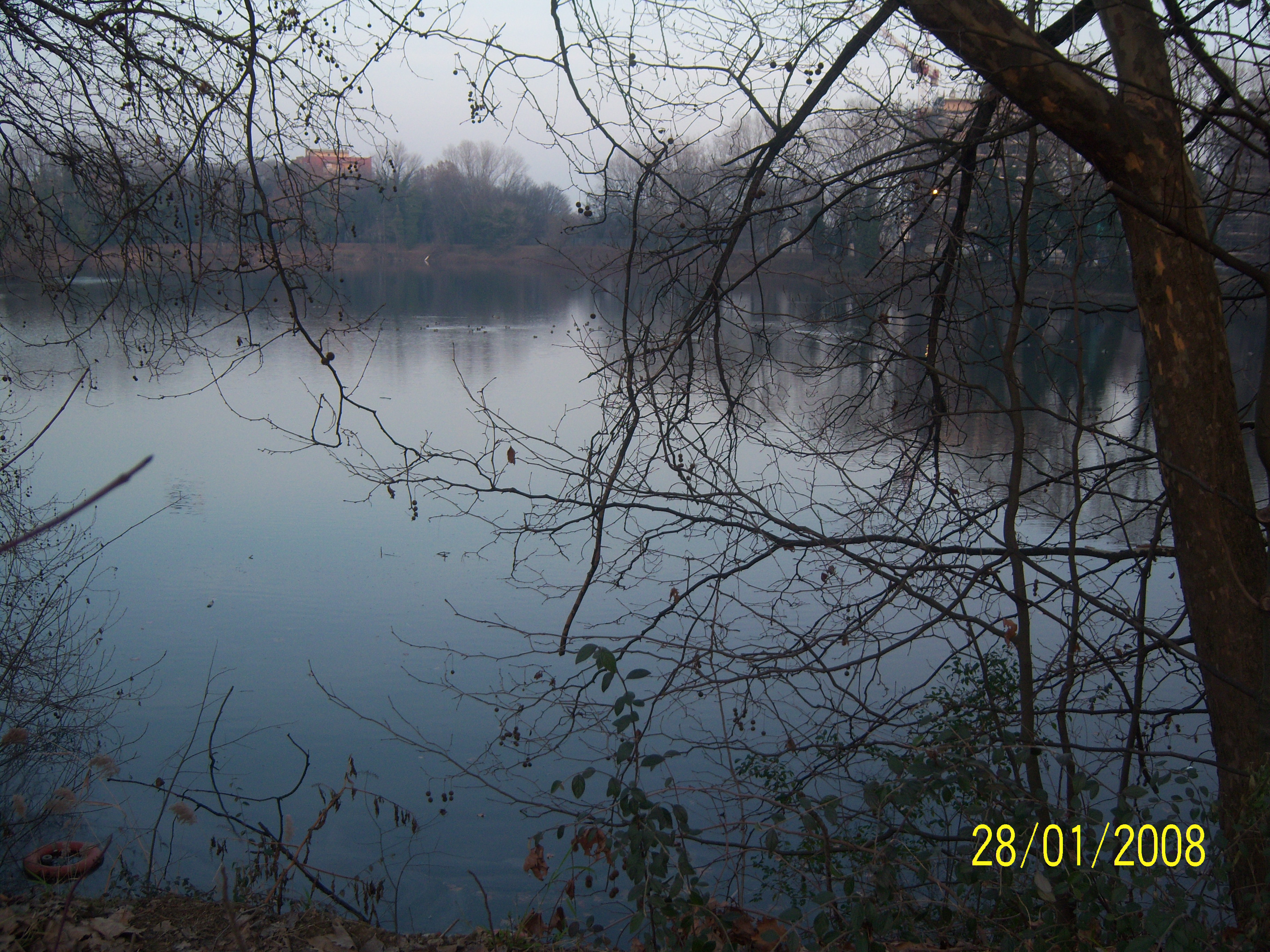
Laghetto di Via Europa.
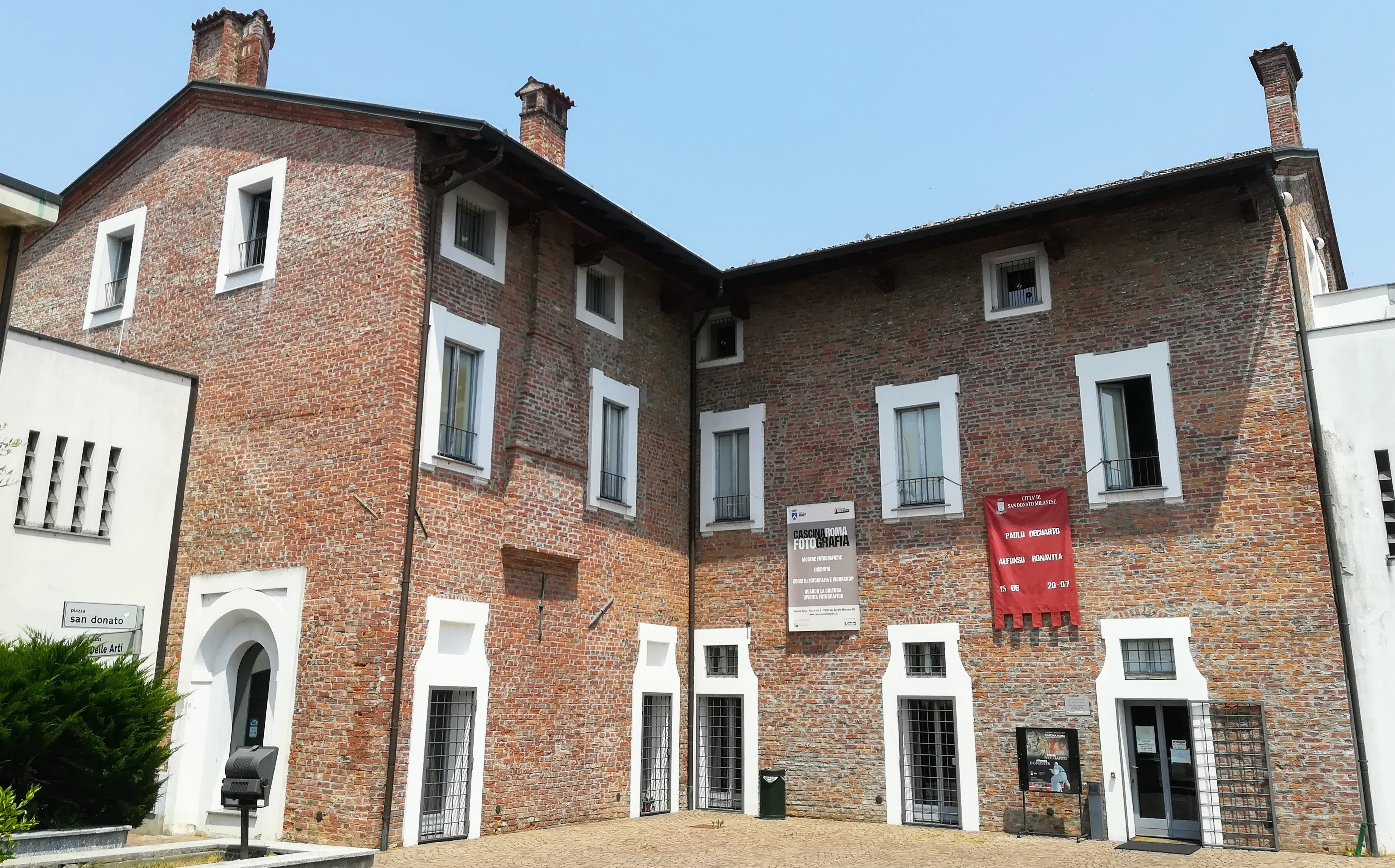
Cascina Roma.
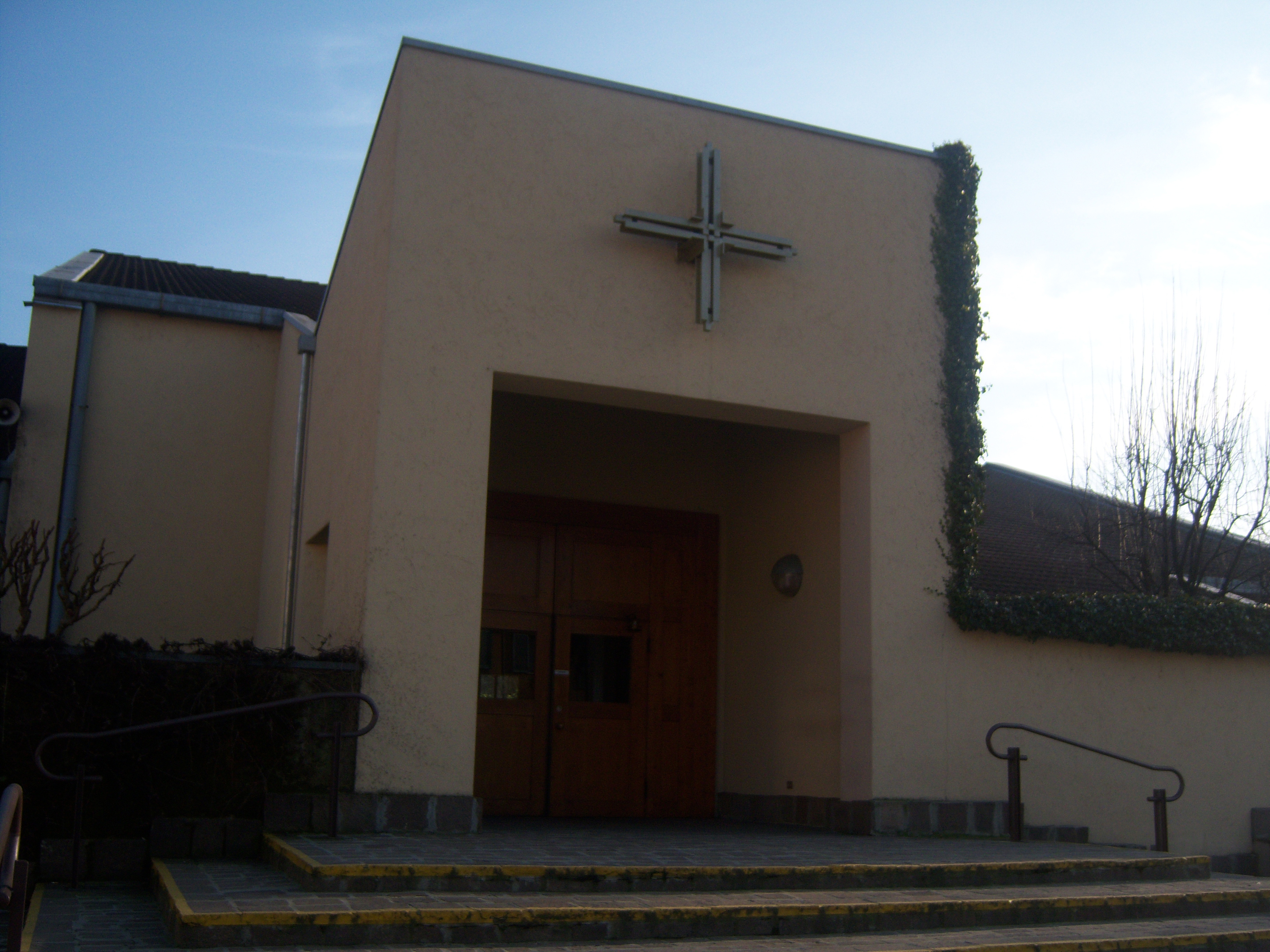
Chiesa.
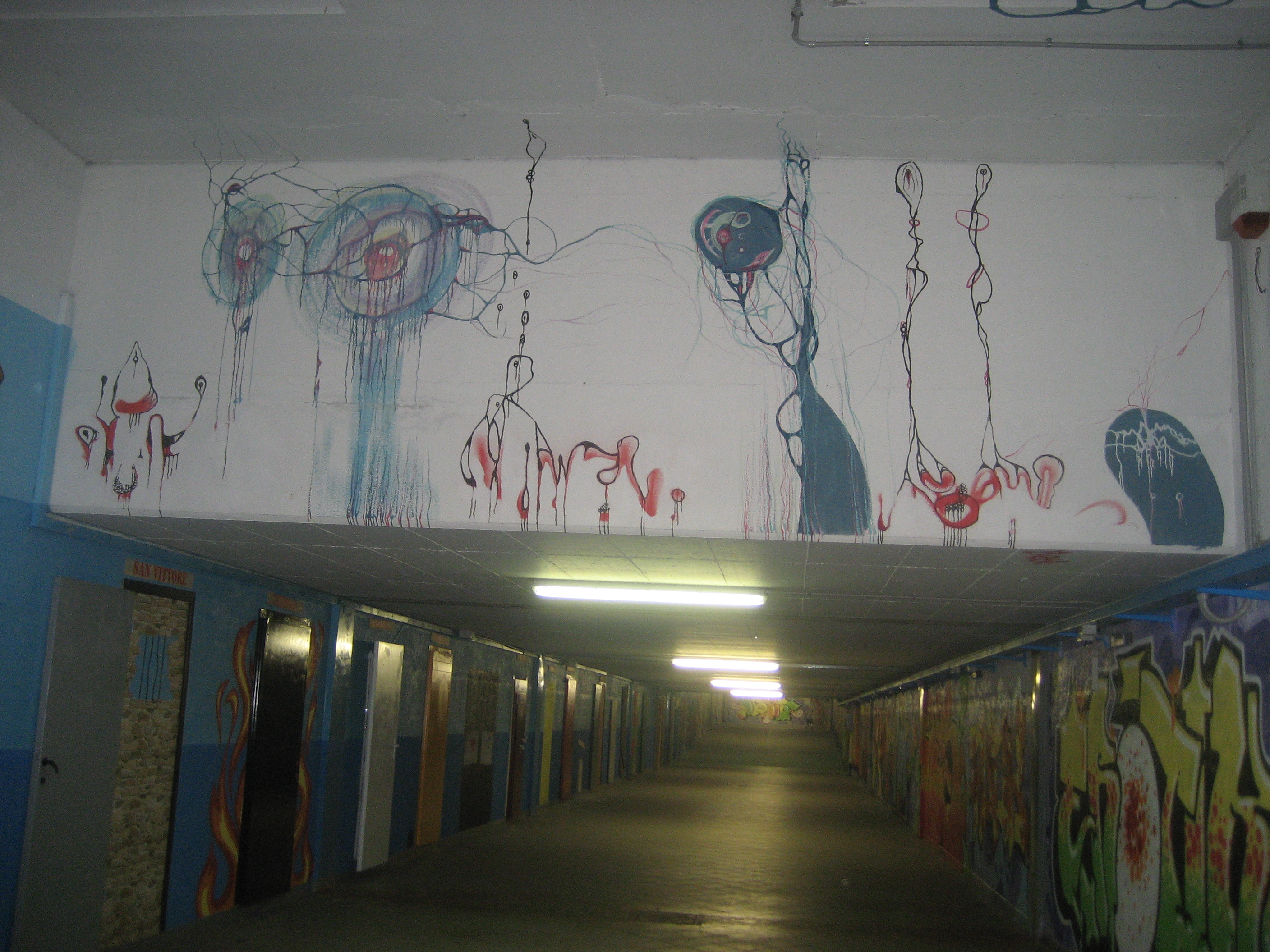
Sottopassaggio di San Donato.
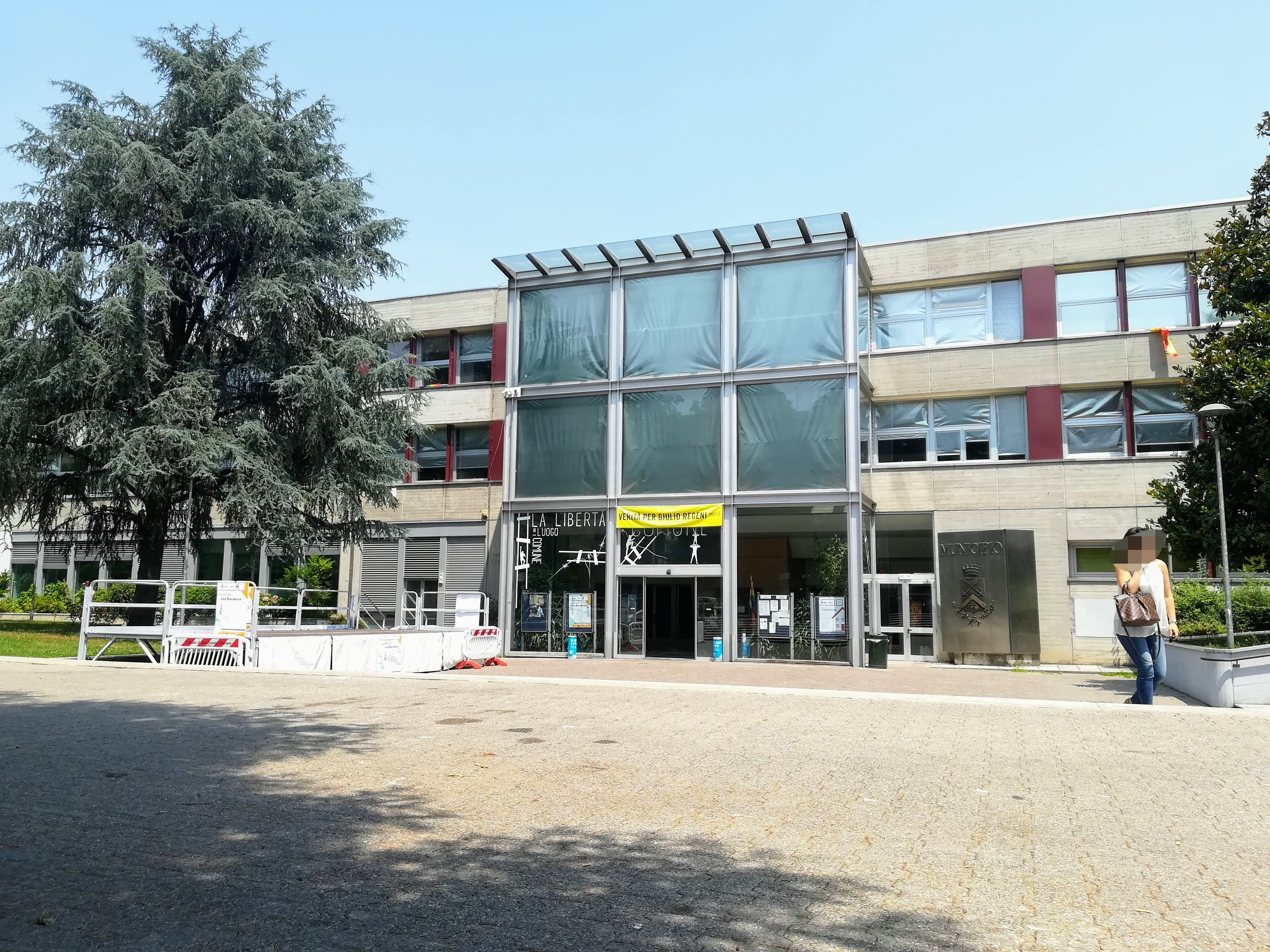
Municipio.
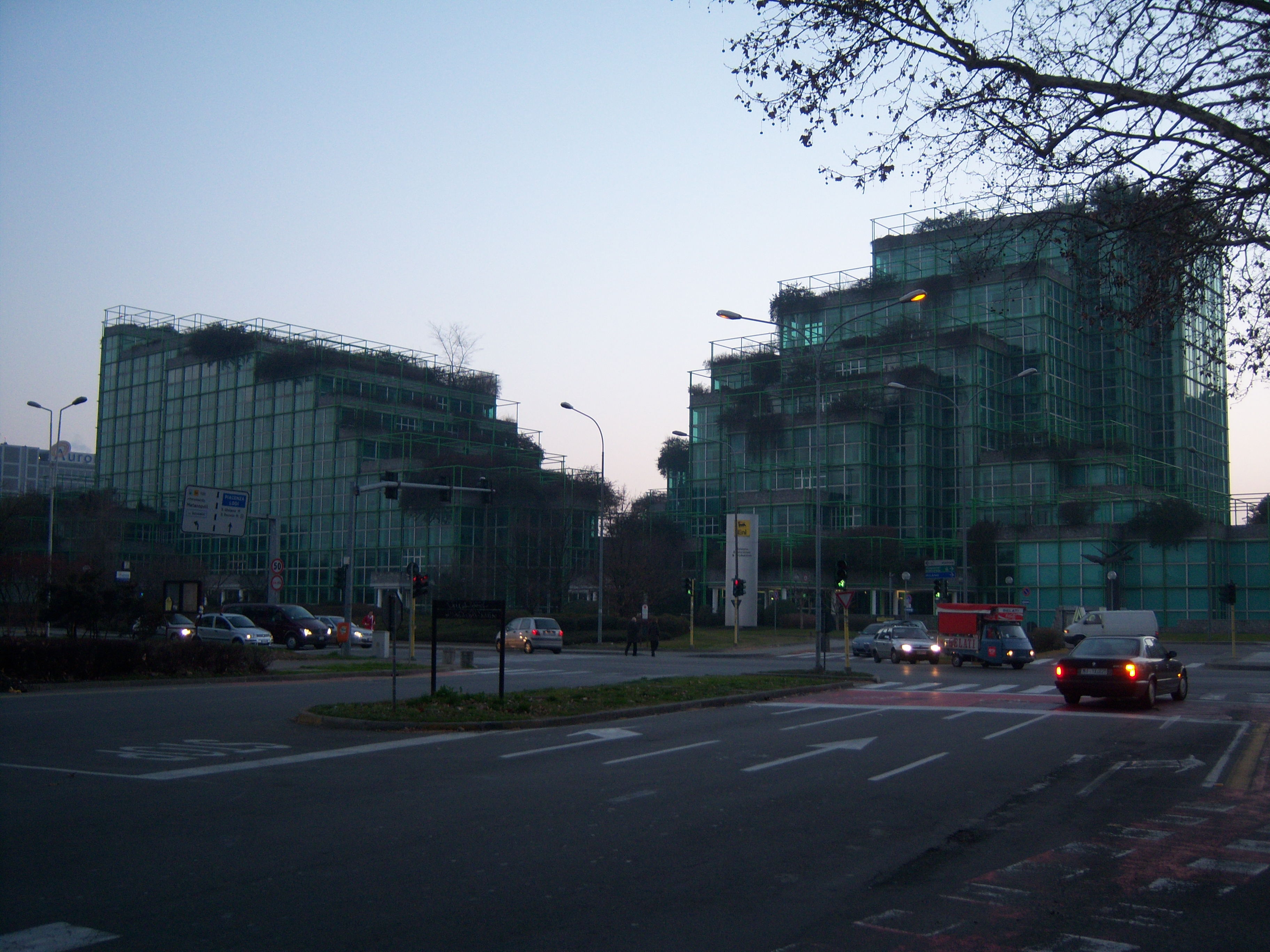
V Palazzo Uffici.
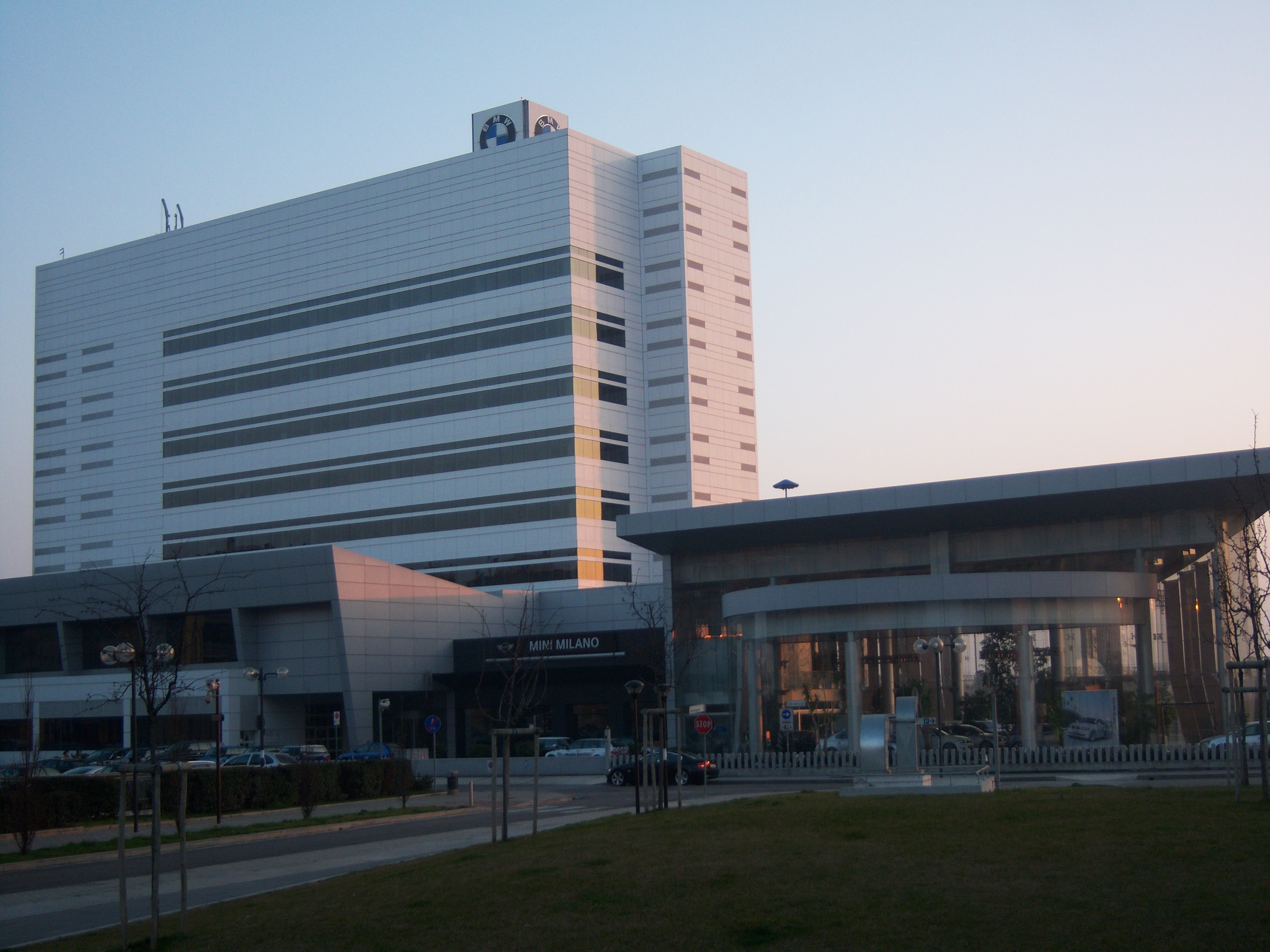
Palazzo BMW di Kenzo Tange.
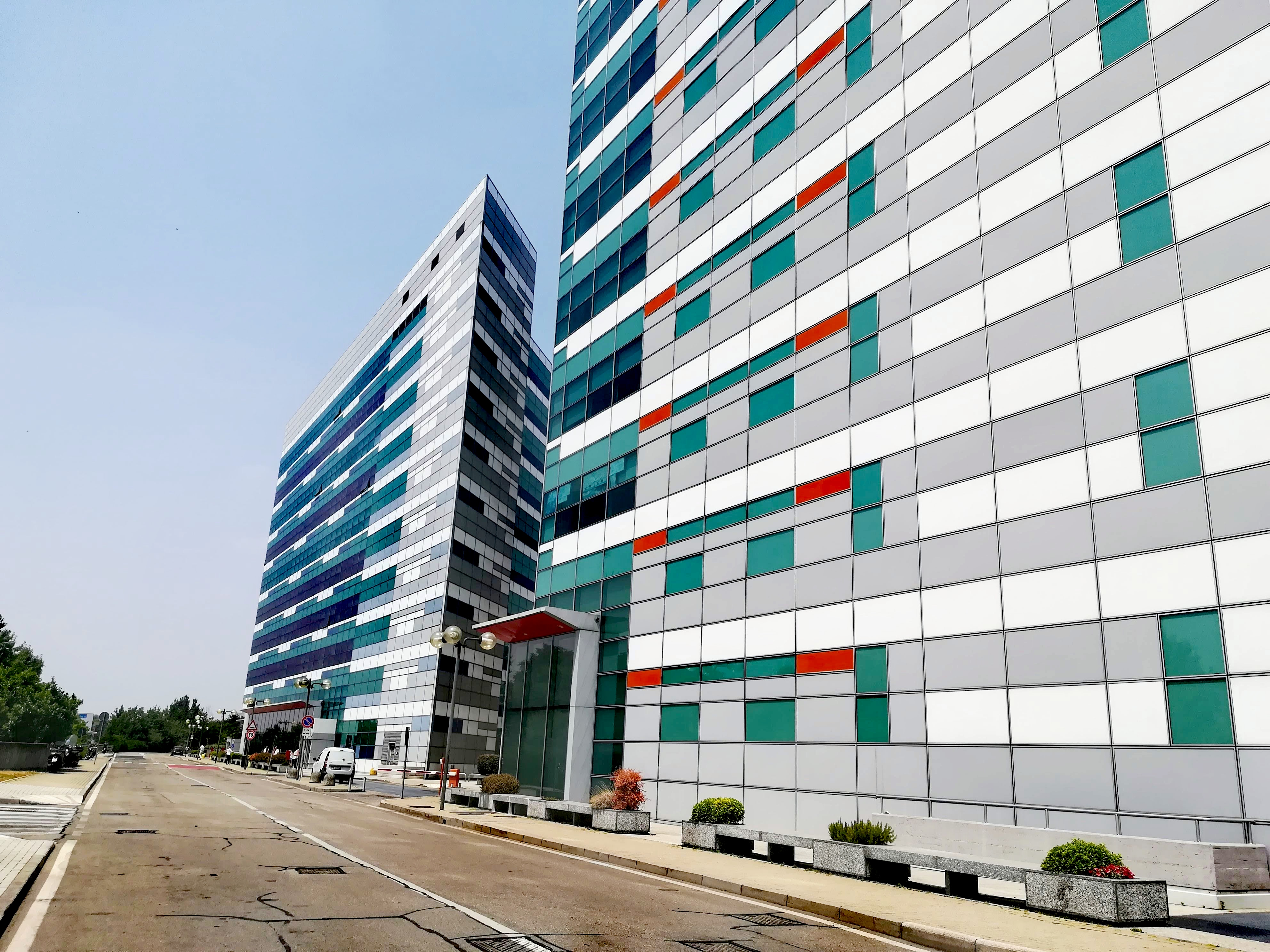
Schlumberger Italiana S.p.A. - Siège social de Cerved Group S.p.A. près de Piazza Bobbio.

## Personnalités liées à la ville
- Angelo Anquilletti
- Giuseppe Chiappella
- Elena Ferretti (1960-), chanteuse d'eurobeat et d'italo disco, y est née.
- Carlo Vittadini